# PICTURESQUE COLLECTORS' LAND 〜幻想王国のコレクターズ〜
『PICTURESQUE COLLECTORS' LAND 〜幻想王国のコレクターズ〜』（ピクチャーレスク・コレクターズ・ランド まぼろしのくにのコレクターズ）は、日本のロックバンド、ザ・コレクターズ(THE COLLECTORS)のメジャー4作目のオリジナル・アルバム。

## 概要
ザ・コレクターズがテイチクエンタテインメントのBAIDISレーベルからリリースした4枚目のオリジナル・アルバム。このアルバムのリリースを最後に、バンドは日本コロムビアのTRIADレーベルへと移籍する。リンゴ田巻とチョーキーとしはるが在籍していた時期に発売された最後の作品である。
奥平イラがアルバムのブークレットをデザインした。なお、初回プレス分には化粧箱が収められていた。
2004年にザ・コレクターズのアルバム11作品が紙ジャケット仕様でリマスタリングされ、再発売された中の1つである。この作品の再発盤にはボーナストラックが3曲収められている。収録時間は通常盤の60分に対し、再発盤は74分にもわたる。

## 収録曲
- 全曲作詞・作曲：加藤ひさし

1. マーブル・フラワー・ギャング団現わる!
2. ぼくのプロペラ
3. 時計発明家
4. 地球の小さなギア
5. …30…
6. ちびっこアドルフ
7. 気狂いアップル
8. 彼女はワンダーガール
9. Dearトリケラトプス
10. 消えろ!けむり野郎
11. ダイスをころがして
12. チョークでしるされた手紙
13. あの娘は僕の太陽なのさ
14. S・P・Y
15. ロケットマン

紙ジャケット再発盤ボーナス・トラック
1. マーブル・フラワー・ギャング団現わる! (Re-Mix)
2. Dearトリケラトプス (Re-Mix)
3. 気狂いアップル